# Chamíes
Chamí o Emberá-Chamí es un grupo étnico indígena colombiano que habla un dialecto de la lengua Emberá: Chamí quiere decir "cordillera" y embera significa "gente"; los Chamí son, entonces, la Gente de la Cordillera, por oposición a los Emberá propiamente dichos, que viven en las selvas de las llanuras de la región del Pacífico, y a los Embera-Katío, que habitan las cuencas del río Atrato y del alto río Sinú.
Los Chamí, como los demás Emberá, siempre han seguido un patrón de poblamiento disperso. Viven en distintas comunidades andinas en los departamentos de Antioquia, Caldas, Risaralda y Quindío.
Por sus diferencias lingüísticas dialectales, los indígenas Emberá --en Antioquia, Colombia-- se subdividen en Catíos --quienes hoy 2007 constituyen el 61% de la población total indígena del departamento-- y en Chamies --que representan el 16%--. Además viven en el Departamento otras etnias como los Zenú y los Cuna --que constituyen el 13% y 8% respectivamente, de la población total (0.I.A 1999)--.

## Jaibanismo
Un aspecto importante de la vida de los Emberá es su relacionamiento con los espíritus Jai por medio de sus Jaibanás, chamanes no hereditarios que aprenden de sus maestros ya experimentados sobre el poder mágico espiritual, desde el cual se regula la vida, la salud, la subsistencia y la naturaleza.
Conciben tres formas de Jai: los del agua, Dojura, junto con las Wandra, madres de los animales y plantas que moran en las cabeceras de los ríos; los Antumiá de la selva profunda; y los de los animales selváticos que son transformaciones de almas de los humanos muertos.
Los tratos de los Jaibaná con los Jai garantizan las actividades fundamentales de la sociedad y la continuidad de los ciclos naturales, estableciendo a la vez la territorialidad de las comunidades. Estos tratos tienen un carácter cosmológico en la medida que la comunicación y convenios con los Jai regulan los intercambios entre los diferentes niveles superpuestos del universo.
Dachizeze, padre del mundo más alto, engendró a Tutruicá en el mundo más abajo y a Caragabí en este mundo. Se cuenta que Caragabí pudo hacer a los humanos sólo al pedir prestado el barro a Tutruicá y luego los hizo mover porque supo quitarles la pesadez de la tierra. El maíz y el chontaduro fueron traídos de un nivel más alto: Sin el intercambio de materiales y saberes entre los niveles del Universo... la sociedad y la naturaleza no podrían continuar. Caragabí logró derribar el árbol Jenené y en su raíz brotó el mar, y sus ramas son los ríos y sobre los ríos está una gran serpiente, Jepá, con la que se puede acceder a transportarse entre niveles del Universo, lo cual también ocurre en las cabeceras de los ríos, donde transitan los seres de los mundos de abajo y arriba. Los animales cazados que tienen sus madres en las cabeceras de los ríos son gente de abajo visibilizada como animales, y las almas de los humanos muertos pueden ser comida de la gente de abajo; como cuando una serpiente muerde un humano, se considera que la gente de abajo lo ha cazado.

## Lengua
Los chamíes hablan un dialecto de la lengua Embera, que es una lengua aglutinante y ergativa que privilegia la visión del objeto (o paciente) del verbo.

## Ablación del clítoris
Autoridades de derechos humanos y la diputada Martha Cecilia Alzate denunciaron que dentro de la comunidad que habita el departamento colombiano de Risaralda se venían encontrando casos de mutilación genital en niñas emberá chamí, lo que desembocó en un programa coordinado por autoridades locales, nacionales e internacionales, dentro del cual las mujeres Embera Chamí se comprometieron a erradicar dicha práctica.